# Петров, Василий Маркович
Василий Маркович Петров (1 января 1925 года — 17 декабря 1989) — участник Великой Отечественной войны, разведчик-стрелок 550-го стрелкового полка 126-й стрелковой дивизии 2-й гвардейской армии 4-го Украинского фронта.

## Биография
Родился 1 января 1925 года в деревне Старый Трун Чернушинского района Пермской области. Чуваш.
В Красной Армии с 1943 года. На фронтах Великой Отечественной войны с сентября 1943 года.
8 апреля 1944 года при прорыве обороны противника на Перекопском перешейке первым ворвался в траншею врага, уничтожил несколько солдат противника и двух взял в плен. В уличных боях в Армянске проник в дом, уничтожив гранатой офицера и 6 солдат.

 Приказом от 19 апреля 1944 года рядовой Петров Василий Маркович награждён орденом Славы 3-й степени.
2 февраля 1945 года юго-восточнее города Нёйкурен В. М. Петров с отделением отразил 7 контратак противника, уничтожив свыше 10 солдат противника.
5 февраля 1945 года лично уничтожил 5 солдат противника.

Приказом от 7 апреля 1945 года Петров Василий Маркович награждён орденом Славы 2-й степени.
7 апреля 1945 года в бою за город Кёнигсберг одним из первых поднялся в атаку, уничтожил огнём из автомата 8 солдат противника, забросал гранатами дзот, вывел из строя 2 пулемёта противника.
8 апреля 1945 года ворвался в здание, превращенное в узел сопротивления, гранатами и автоматным огнём уничтожил несколько автоматчиков, пленил унтер-офицера и 6 солдат.

Указом Президиума Верховного Совета СССР от 17 апреля 1945 года Петров Василий Маркович награждён орденом Славы 1-й степени. Перенаграждён орденом Славы 1-й степени 21 января 1987 года.
После демобилизации в 1948 году В. М. Петров работал помощником машиниста тепловоза в локомотивном депо. Проживал в Севастополе. Умер 17 декабря 1989 года.

## Награды
- Полный кавалер Ордена Славы

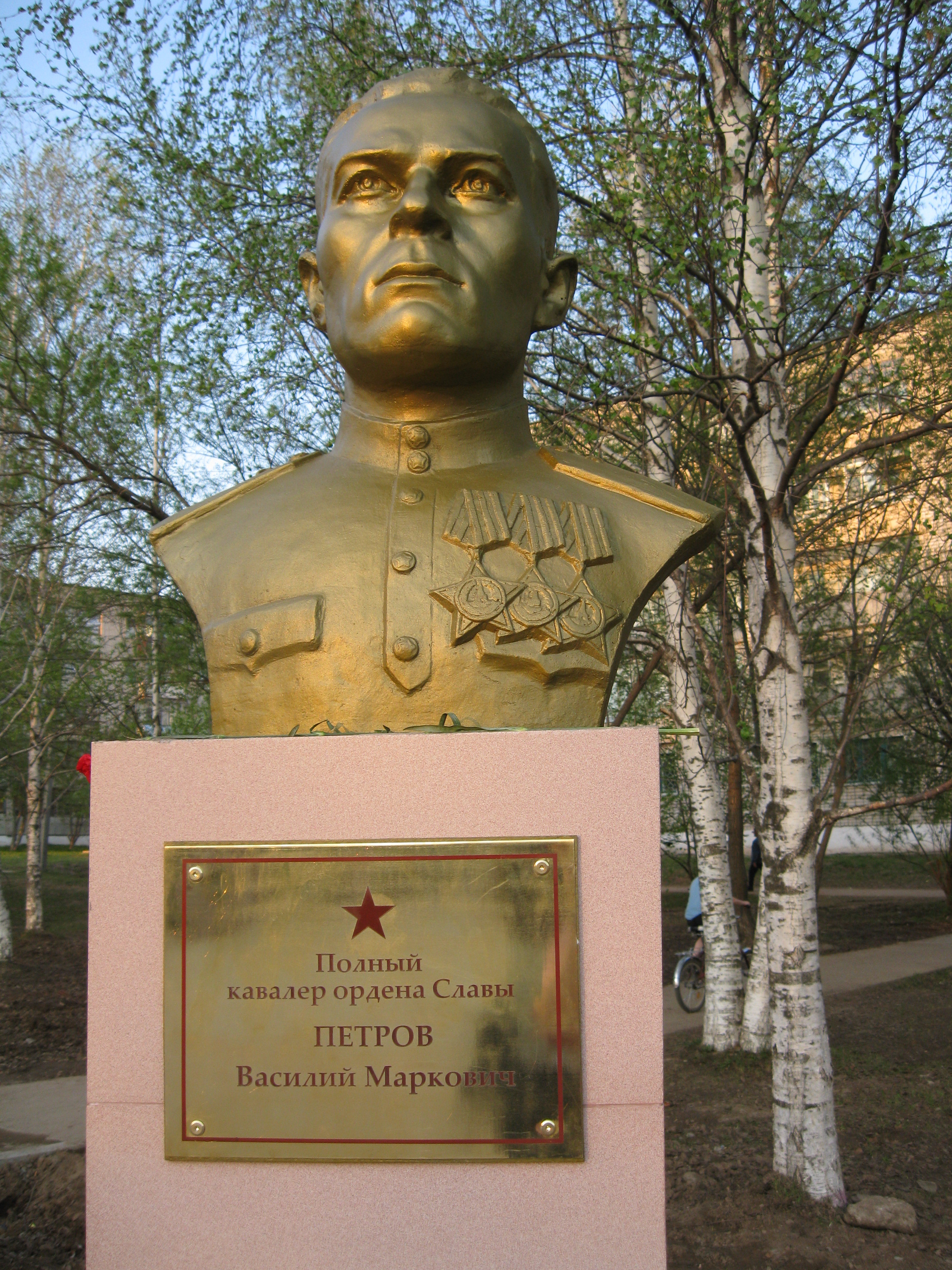
Бюст Василия Марковича Петрова на Аллее Славы в городе Чернушка

  - Орден Славы 3-й степени (19.04.1944),
  - Орден Славы 2-й степени (7.04.1945),
  - Орден Славы 2-й степени (17.04.1945), перенаграждён Орденом Славы 1-й степени (21.01.1987),
- Орден Отечественной войны 1 степени,
- Медаль «За отвагу» (за освобождение Ворошиловграда)[1].

## Память
- Бюст В. М. Петрова в числе 12 Героев Советского Союза и 2 Полных Кавалеров Ордена Славы, жителей Чернушинского района, установлен на Аллее Славы, открытой 9 мая 2010 года в городе Чернушка.